# Santa Rita (Pampanga)
Santa Rita ist eine philippinische Stadtgemeinde in der Provinz Pampanga. Sie hat 40.979 Einwohner (Zensus 1. August 2015).

## Baranggays
Santa Rita ist politisch in zehn Baranggays unterteilt.
- Becuran
- Dila Dila
- San Agustin
- San Basilio
- San Isidro (Gasak)
- San Jose
- San Juan
- San Matias
- Santa Monica
- San Vicente